# Mistrovství světa v boxu žen 2002
II. mistrovství světa v boxu žen proběhlo v Antalayi, Turecko ve dnech 21. až 27. října 2002. Organizátorem turnaje mistrovství světa byla Association Internationale de Boxe Amateur (AIBA).

## Česká stopa
Česko nemělo na tomto mistrovství světa zastoupení.

## Výsledky
| Ženy     | Zlato                    | Stříbro                      | Bronz                              | Bronz                         |
| -------- | ------------------------ | ---------------------------- | ---------------------------------- | ----------------------------- |
| –45 kg   | Mary Komová (IND)        | Čang Song-ä (PRK)            | Derya Aktopová (TUR)               | Svitlana Myrošnyčenková (UKR) |
| –48 kg   | I Čong-hjang (PRK)       | Teťana Lebeděvová (UKR)      | Monika Csiková (HUN)               | Meena Kumariová (IND)         |
| –51 kg   | Simona Galassiová (ITA)  | Kim Kum-son (PRK)            | Eleftheria Paleologosová (GRE)     | Lidija Andrejevová (RUS)      |
| –54 kg   | Čang Si-jen (CHN)        | Marzia Davideová (ITA)       | Ha Son-bi (PRK)                    | Ágnes Tápaiová (HUN)          |
| –57 kg   | Čo Pok-sun (PRK)         | Henriette Birkelandová (NOR) | Maria Semerdzogluová (GRE)         | Svetlana Kulakovová (RUS)     |
| –60 kg   | Jennifer Oggová (CAN)    | Areti Mastrodukasová (GRE)   | Naquana Smallsová (USA)            | Ana Santosová (BRA)           |
| –63,5 kg | Myriam Lamareová (FRA)   | Yasemin Ustalarová (TUR)     | Sajida Hasanovová (UKR)            | Daniela Davidová (ROU)        |
| –67 kg   | Irina Siněcká (RUS)      | Natalie Brownová (USA)       | Tina Hansenová (DEN)               | Desi Kontosová (AUS)          |
| –71 kg   | Larisa Berezenková (UKR) | Yvonne Reisová (USA)         | Paola-Gabriela Casalinuovová (ARG) | Roxanne Lalancetteová (CAN)   |
| –75 kg   | Olga Slavinská (BLR)     | Bettina Karlsenová (DEN)     | Karamjit Kaurová (IND)             | Kuo Šuaj (CHN)                |
| –81 kg   | Anžela Torská (UKR)      | Irina Smirnovová (BLR)       | Jennifer Grenonová (CAN)           | Olga Novoselovová (RUS)       |
| +81 kg   | Mária Kovácsová (HUN)    | Marija Javorská (RUS)        | Jyotsana Kumariová (IND)           | Devonne Canadyová (USA)       |

## Medailová bilance
V boxu se rozdělilo celkem 12 sad medailí.
| Pořadí | Stát                |       | Muži    | Muži  | Muži | Celkem |
| Pořadí | Stát                | Zlato | Stříbro | Bronz |      | Celkem |
| ------ | ------------------- | ----- | ------- | ----- | ---- | ------ |
| 1.     | Severní Korea (PRK) |       | 2       | 2     | 1    | 5      |
| 2.     | Ukrajina (UKR)      |       | 2       | 1     | 2    | 5      |
| 3.     | Rusko (RUS)         |       | 1       | 1     | 3    | 5      |
| 4.     | Bělorusko (BLR)     |       | 1       | 1     | 0    | 2      |
| 4.     | Itálie (ITA)        |       | 1       | 1     | 0    | 2      |
| 6.     | Indie (IND)         |       | 1       | 0     | 3    | 4      |
| 7.     | Kanada (CAN)        |       | 1       | 0     | 2    | 3      |
| 7.     | Maďarsko (HUN)      |       | 1       | 0     | 2    | 3      |
| 9.     | Čína (CHN)          |       | 1       | 0     | 1    | 2      |
| 10.    | Francie (FRA)       |       | 1       | 0     | 0    | 1      |
| 11.    | USA (USA)           |       | 0       | 2     | 2    | 4      |
| 12.    | Řecko (GRE)         |       | 0       | 1     | 2    | 3      |
| 13.    | Dánsko (DEN)        |       | 0       | 1     | 1    | 2      |
| 13.    | Turecko (TUR)       |       | 0       | 1     | 1    | 2      |
| 15.    | Norsko (NOR)        |       | 0       | 1     | 0    | 1      |
| 16.    | Argentina (ARG)     |       | 0       | 0     | 1    | 1      |
| 16.    | Austrálie (AUS)     |       | 0       | 0     | 1    | 1      |
| 16.    | Brazílie (BRA)      |       | 0       | 0     | 1    | 1      |
| 16.    | Rumunsko (ROU)      |       | 0       | 0     | 1    | 1      |
| Celkem | Celkem              |       | 12      | 12    | 24   | 48     |